# Xã Nichols, Quận Conway, Arkansas
Xã Nichols (tiếng Anh: Nichols Township) là một xã thuộc quận Conway, tiểu bang Arkansas, Hoa Kỳ. Năm 2010, dân số của xã này là 659 người.